# Oporinia sandbergi
Oporinia sandbergi là một loài bướm đêm trong họ Geometridae.